# Joe Lauzon
Joseph Edward « Joe » Lauzon, Jr., né le 22 mai 1984, est un pratiquant américain d'arts martiaux mixtes, qui combat actuellement dans la catégorie poids léger au sein de l'Ultimate Fighting Championship.

## Biographie
Lauzon a grandi à Brockton, dans le Massachusetts, jusqu'à la troisième année, où il a déménagé à Bridgewater, dans le Massachusetts. Lauzon vivait dans une petite ferme.
Lauzon a obtenu un baccalauréat en informatique du Wentworth Institute of Technology en 2006. Il a travaillé comme administrateur de réseau à Cambridge avant de commencer à s'entraîner à plein temps aux arts martiaux mixtes.
Le frère cadet de Joe, Dan Lauzon, est également un combattant d'arts martiaux mixtes.

## Carrière dans les arts martiaux mixtes

### Ultimate Fighting Championship
Lauzon a affronté Jens Pulver le 23 septembre 2006 à l'UFC 63. Lauzon a remporté le combat par KO au premier round, ce qui lui a valu le titre de KO de la nuit.
Le 23 juin 2007, Lauzon a affronté Brandon Melendez lors de la finale de l'Ultimate Fighter 5. Lauzon a remporté le combat par soumission au deuxième round. Lauzon a affronté Jason Reinhardt le 17 novembre 2007 à l'UFC 78. Lauzon a gagné par soumission au premier round. 
Lauzon a affronté Kenny Florian le 2 avril 2008 lors de l'UFC Fight Night : Florian vs. Lauzon. Florian a battu Lauzon par KO technique au deuxième round. À l'issue de l'événement, les deux combattants ont remporté le titre de champions. Le 18 septembre 2008, Lauzon a affronté Kyle Bradley pendant l'UFC Fight Night : Diaz vs. Neer. Lauzon a gagné le combat par KO technique au deuxième round.
Lauzon a affronté Jeremy Stephens le 7 février 2009 lors de l'UFC Fight Night : Lauzon vs. Stephens. Lauzon a remporté le combat par soumission au deuxième round, ce qui lui a valu le titre de Submission of the Night.
Le 2 janvier 2010, Lauzon a affronté Sam Stout à l'UFC 108, qu'il a perdu par décision unanime. À l'issue de l'événement, les deux combattants ont remporté le titre de Fight of the Night,.
Lauzon a affronté Gabe Ruediger le 28 août 2010 à l'UFC 118. Lauzon a remporté le combat par soumission au premier round, ce qui lui a valu le titre de Submission of the Night. Lauzon a affronté George Sotiropoulos le 20 novembre 2010 à l'UFC 123. Lauzon a perdu le combat par soumission au deuxième round. À l'issue de l'événement, les deux combattants ont remporté le prix du combat de la nuit.
Lauzon a affronté Curt Warburton le 26 juin 2011 à l'UFC Live : Kongo vs. Barry. Lauzon a remporté le combat par soumission au premier round, ce qui lui a valu les honneurs de la soumission de la nuit. Le 8 octobre 2011, Lauzon a affronté Melvin Guillard à l'UFC 136. Lauzon a remporté le combat par soumission au premier round à 47 secondes, ce qui lui a valu les honneurs de la soumission de la nuit.
Lauzon a affronté Anthony Pettis le 26 février 2012 à l'UFC 144. Lauzon a perdu le combat par KO au premier round.
Lauzon a affronté Jamie Varner le 4 août 2012 lors de l'UFC on Fox : Shogun vs Vera. Lauzon a remporté le combat par soumission au troisième round. Après l'événement, les deux combattants ont remporté le prix du combat de la nuit et Lauzon celui de la Submission of the Night. Le combat est finalement devenu le combat de l'année 2012. 
Lauzon a affronté Clay Guida le 11 novembre 2017 à l'UFC Fight Night 120. Il a perdu le combat par TKO au premier round.
Lauzon devrait affronter Chris Gruetzemacher le 7 avril 2018 à l'UFC 223.

## Récompenses
- Ultimate Fighting Championship
  - Submission of the Night (six fois)
  - KO of the Night (Une fois)

- World Fighting League
  - Champion du Grand Prix